# Tomás Cabral

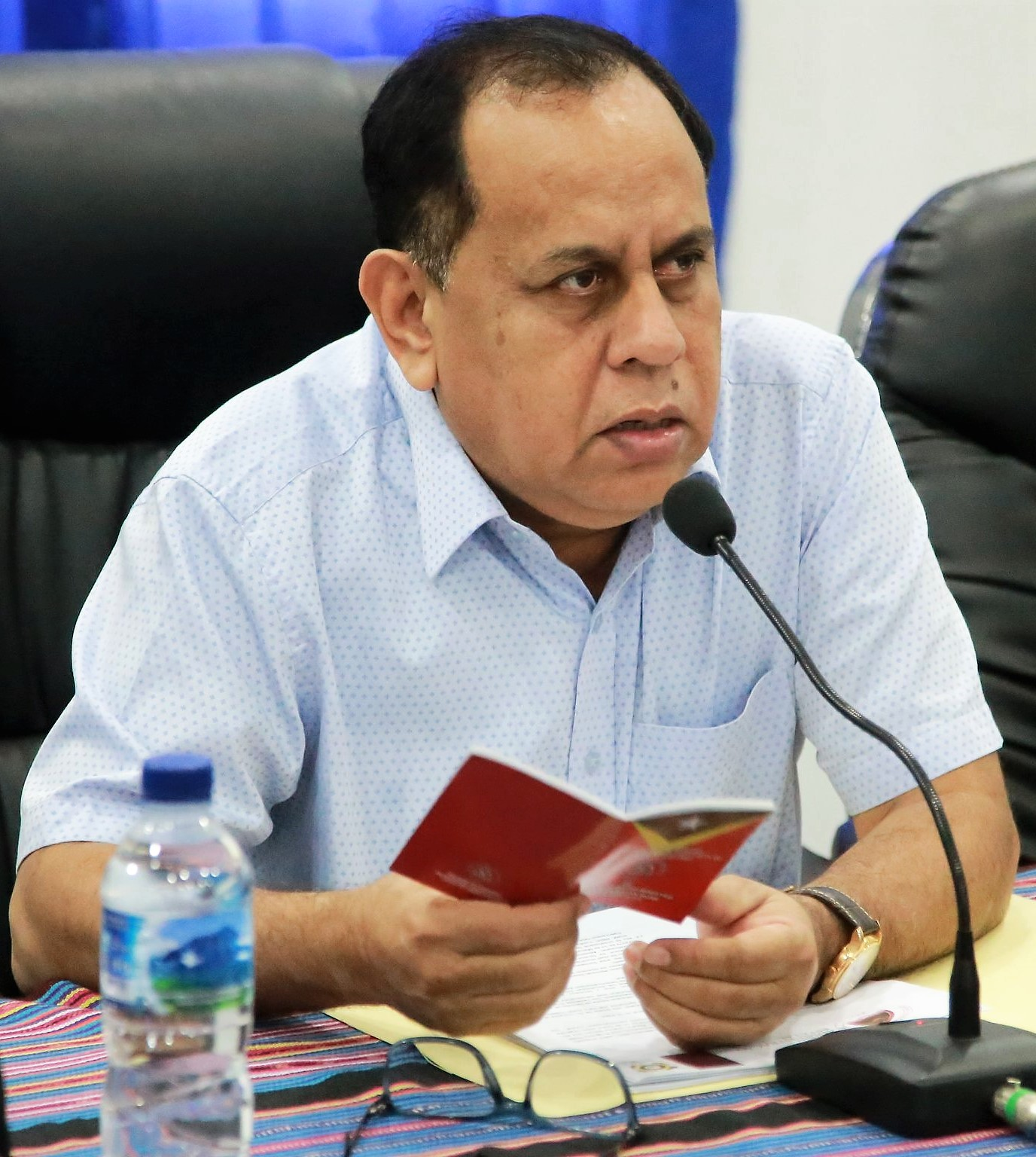
Tomás Cabral (2019)

Tomás do Rosário Cabral (* 27. Juli 1965) ist ein osttimoresischer Beamter und Politiker. Er ist Mitglied der Partei Congresso Nacional da Reconstrução Timorense (CNRT). Von 2015 bis 2017 war Cabral Vizeminister für Staatsadministration. Seit 2023 ist er Minister für Staatsadministration.

## Werdegang
Mehrere Jahre war Cabral Generaldirektor des Secretariado Técnico de Administração Eleitoral (STAE), bevor er am 8. August 2012 zum Staatssekretär für die Dezentralisierung der Verwaltung vereidigt wurde. Bei der Regierungsumbildung 2015 lehnte der bisherige Minister für Staatsadministration Jorge da Conceição Teme das Angebot ab, sein Amt als Vizeminister weiterzuführen. So erhielt Cabral den Posten am 16. Februar.
2017 wurde Cabral auf dem Parteikongress zu einem der stellvertretenden Vorsitzenden des CNRT gewählt. Mit Antritt der VII. Regierung am 15. September 2017 endete Cabrals Amtszeit im Kabinett. Der CNRT ging nach schweren Verlusten bei den Parlamentswahlen in die Opposition.
Ab dem 21. August 2018 war Cabral Sondergesandter Osttimors in Guinea-Bissau. Im Juni 2019 war er Chefberater im Ministerium für Staatsadministration.
Am 1. Juli 2023 wurde Cabral zum Minister für Staatsadministration der IX. Regierung Osttimors vereidigt.

## Ehrungen
Am 19. Mai 2012 wurde Cabral die Insígnia des Ordem de Timor-Leste verliehen.